# Irmgard Lotz
Irmgard Flügge-Lotz, geborene Irmgard Lotz (* 16. Juli 1903 in Hameln; † 22. Mai 1974 in Stanford, USA) war eine deutsche Mathematikerin, Aerodynamikerin und Regelungstechnikerin, spätere Abteilungsleiterin im Kaiser-Wilhelm-Institut für Strömungsforschung, Göttingen, sowie später Professorin an der Stanford University.

## Leben
Nach ihrem Abitur 1923 an der Realgymnasial-Studienanstalt in Hannover, begann sie ein Studium der Mathematik und ihrer Anwendungen an der TH Hannover, das sie 1927 mit der Diplom-Hauptprüfung in Mathematik abschloss. Von 1927 bis 1929 arbeitete sie als Assistentin am Lehrstuhl für praktische Mathematik und darstellende Geometrie von Horst von Sanden an der TH Hannover. An selbiger promovierte sie 1929 über Die Erwärmung des Stempels beim Stauchvorgang. Von 1929 bis 1938 war sie am Kaiser-Wilhelm-Institut für Strömungsforschung in Göttingen (geleitet von Ludwig Prandtl) beschäftigt, zuerst als Assistentin, dann als Gruppenleiterin und zuletzt als inoffizielle Abteilungsleiterin (Theoretische Aerodynamik). 1938 heiratete sie den Mathematiker und Aerodynamiker Wilhelm Flügge (1904–1990) und trug seitdem den Namen Irmgard Flügge-Lotz. Das Ehepaar zog 1938 nach Berlin, wo er bis 1945 als Abteilungsleiter in der Deutschen Versuchsanstalt für Luftfahrt (DVL), Berlin-Adlershof, arbeitete, insbesondere über automatische Flugregelung. Während dieser Zeit war sie dort als Beraterin und ab 1941 als eine der vier Gutachter für Preisaufgaben der Lilienthal-Gesellschaft tätig. 1944 wurden Teile der DVL zum Bodensee ausgelagert. Dort kamen beide nach der bedingungslosen Kapitulation in Paris zum Office National d’Études et de Recherches Aérospatiales (ONERA), wo sie von 1946 bis 1948 als Forschungsgruppenleiterin arbeitete. 1948 kamen beide in die USA, wo beide an der Stanford University arbeiteten. Ihr Mann wurde dort sofort Professor, sie wurde Lecturer, erfüllte aber alle Pflichten einer vollen Professur: sie hielt regelmäßig Vorlesungen über Hydro- und Aerodynamik und automatische Flugregelung und betreute Promotionen. Erst 1961 wurde sie zum Full Professor ernannt und die erste Professorin für Ingenieurwissenschaften an der Stanford University. 1968 ging sie in den Ruhestand. 1971 hielt sie die von Karman Lecture (Trends in automatic control in the last two decades).
Irmgard Flügge-Lotz leistete wesentliche Arbeiten zur Aerodynamik, darunter besonders zur Grenzschichttheorie. Nach ihrer Arbeit zur Lösung von Differentialgleichungen bei der Verteilung des Auftriebs von Tragflächen ist die „Lotz-Methode“ benannt. Im Rahmen ihrer Beschäftigung mit der Theorie automatischer Regelungstechniken und Flugregelungen (Autopilot) trug sie wesentlich zum Entwurf und dem Verständnis der speziellen Phänomene von schaltenden („Schwarz-Weiß“) Regelungen bei.

## Schriften
- Die Erwärmung des Stempels beim Stauchvorgang. Dissertation. Technische Hochschule Hannover, 1929.
- Discontinuous Automatic Control. Princeton University Press, 1953.
- Discontinuous and Optimal Control. McGraw Hill, 1968.